# David Orme Masson
David Orme Masson KBE FRS (13 de enero de 1858 – 10 de agosto de 1937) fue un científico nacido en Inglaterra que emigró a Australia para convertirse en profesor de química en la Universidad de Melbourne. Es conocido por su trabajo con el compuesto explosivo, nitroglicerina.

## Primeros años
Masson nació Hampstead (cerca de Londres), el hijo único y segundo hijo de David Mather Masson, profesor de Literatura en lengua inglesa en la University College de Londres y su esposa Emily Rosaline née Orme. Su padre se convirtió en profesor de retórica y literatura inglesa en la Universidad de Edimburgo en 1865.
Masson fue educado en la Oliphant’s School en Edinburgo (1865-1868), la Edinburgh Academy y posteriormente la Universidad de Edimburgo, donde obtuvo su Maestría en 1887. Estudió química a cargo de Crum Brown (B.sc. 1880). Estudió a cargo de Friedrich Wöhler en Gotinga en 1879 antes de obtener un sitio con Sir William Ramsay en Brístol, con quien realizó trabajos de investigación sobre el fósforo. Masson regresó a Universidad de Edimburgo en 1881 con una Beca de Investigación por tres años, obteniendo su grado de D.sc. Masson estuvo involucrado en la fundación del Student Representative Council. Su trabajo durante este periodo incluyó una investigación sobre la preparación y propiedades de la nitroglicerina (gliceril trinitrato).
El 5 de agosto de 1886 Masson se casa con Mary Struthers (hija de Sir John Struthers) en Aberdeen.

## Carrera en Australia
En octubre de 1886 Masson llega a Australia a tomar el puesto de profesor de química en la Universidad de Melbourne. Su cátedra inaugural fue dada el 23 de marzo de 1887, titulada "El Alcance y Objetivo de Ciencia Química". Aunque había algunos estudiantes de química, el equipo de laboratorio era inadecuado hasta para ellos, y una de las primeras tareas de Masson fue planear un nuevo laboratorio y una sala de conferencias. Hubo un aumento constante de estudiantes y, como el personal era poco, Masson estuvo muy ocupado con su trabajo de enseñanza por varios años, aun así se daba tiempo para continuar investigando.
En 1912 Masson es nombrado President of the Professorial Board, realizando el trabajo que hoy realizaría un Vice -rector, también participó realizando trabajo científico en conexión con Primera Guerra Mundial.
En 1915 fue solicitado por el Primer ministro de Australia W. M. Hughes, para actuar como presidente de un comité para la elaboración de un plan para el Commonwealth Institute of Science and Industry, pero surgieron dificultades y no fue sino hasta 1920 que el instituto fue establecido. En 1926 se creó el Council for Scientific and Industrial Research del cual Masson fue miembro hasta su muerte.
Masson participó en la organización de la expedición de Douglas Mawson a la Antártidacde 1911 a 1914, manteniendo su interés en la Australasian Association for the Advancement of Science, del cual fue presidente de 1911 a 1913. Fue presidente del comité organizador de la reunión de la Asociación Británica en Australia en 1914. Masson fue solicitado como catedrático en University College de Londres, en 1913, pero no aceptó el puesto.
Masson fue elegido miembro de la Royal Society de Londres, en 1903.
Creó el CBE en 1918 y el KBE en 1922.
Fundó la Melbourne University Chemical Society y la Society of Chemical Industry of Victoria.
Fue el primer presidente del Instituto Químico australiano (1917–1920).
Con Sir Edgeworth David, cofundó el Consejo Nacional Australiano de Investigación, y fue su presidente en el periodo de 1922 a 1926.

## Vida tardía
Al final de 1923 Masson deja su puesto en Melbourne y se convierte en Profesor Emérito. Después de su renuncia continuó interesado en el progreso de la ciencia química y fue miembro de varios consejos y comités. Masson Murió de cáncer en South Yarra, Melbourne el 10 de agosto de 1937.
Le sobrevivieron su esposa e hijos. Lady Masson realizó un importante trabajo durante la Primera Guerra Mundial, y creó el CBE en 1918. El hijo, James Irvine Orme Masson, nació en Melbourne en 1887, tuvo una distinguida trayectoria académica convirtiéndose en vicerrector de la Universidad de Sheffield en 1938 y elegido miembro de la Sociedad Real en 1939. Masson Publicó Tres Siglos de Química en 1925. Una hija, Flora Marjorie (después Señora de W. E. Bassett), publicó en 1940, la señora del Gobernador, y otra hija, Elsie Rosaline (d. 1935), quién se casó con el destacado antropólogo, Bronislaw Malinowski, era también escritora; publicó  An Untamed Territory en 1915.
Entre su alumnado se encuentran Sir David Rivett quién fue su sucesor, seguido por Ernst Hartung. Bertram Dillon Steele era también uno de su alumnos.